# Maubeuge
Maubeuge este un oraș în Franța, în departamentul Nord, în regiunea Nord-Pas de Calais. Orașul este situat pe cursul râului Sambre și are o populație de 34.000 locuitori. În 1794, a fost locul în care au fost experimentate baloanele de observație, folosite în timpul bătăliei de la Fleurus.

## Personalități născute aici
- Karl Legris (cunoscut ca ZephyrMusic, n. 2003), muzician.